# ХСФ Хамбург
„ХСФ“, Хамбург е клубен отбор по хандбал в Хамбург, Германия. Състезава се в Първа дивизия в Бундеслигата. Пълното име (на немски: Handball Sport Verein Hamburg – Хандбал Шпорт Ферайн Хамбург), но клубът обикновено се нарича HSV Хамбург или дори само Хамбург.
Бил е част от HSV, Бад Швартау и HSV, Любек, свързани през 1999 г. През 2002 г. са прехвърля в Хамбург и се преименуват След преместването има финансови проблеми и почти загубва лиценза за германската Първа лига по хандбал. Това се променя с идването на Андрес Рудолф като собственик и неговата финансова помощ.
Клубът не е подразделение на „Хамбургер Шпорт ферайн“, само има правото да използва логото и неговите съкращения, за да получава повече публичност.

## Успехи
- Национална купа на Германия: 1 – 2006
- EHF Cup Winner's Cup: 1 – 2007
- Национална суперкупа на Германия: 1 – 2004, 2006